# Mont Recours
Le mont Recours est un sommet d'origine volcanique culminant à 1 382 m d'altitude dans le département français de la Haute-Loire. C'est le second plus haut sommet du massif du Devès après le mont Devès.

## Géographie

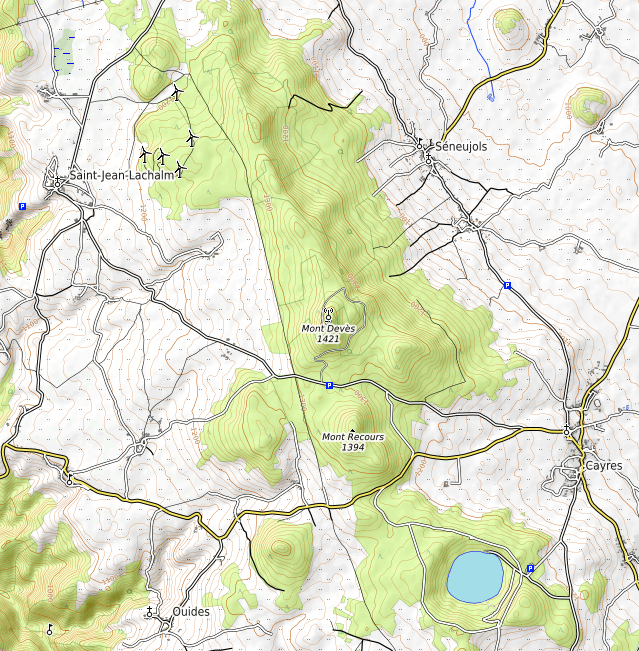
Carte topographique.

Le mont Recours est situé dans le massif du Devès au sein du Massif central. Une table d'orientation, inaugurée en 1999, offre une vue sur les alentours.